# François-Virgile Dubillard

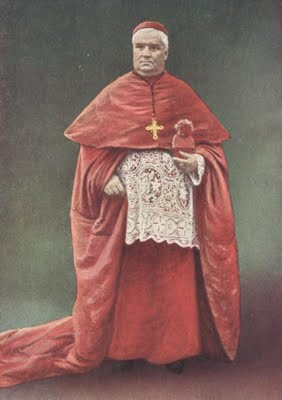

François-Virgile Dubillard (Soye, 16 februari 1845 - Chambéry, 1 december 1914) was een Frans prelaat in het begin van de 20e eeuw.
Dubillard is geboren in Soye, departement Doubs, en volgde een priesteropleiding in Vesoul, Besançon en Rome. In 1869 werd hij tot priester gewijd in Rome. Hij werd parochiepriester in het bisdom Besançon. Vanaf 1872 was hij docent aan het priesterseminarie van Besançon en vanaf 1881 was hij directeur van het seminarie.
In 1899 werd hij tot bisschop van Quimper benoemd, in Bretagne. Hij was er bisschop van 1899 tot 1907. In Quimper maakte hij relletjes mee naar aanleiding van de Franse wet van 1905 die een strikte scheiding van kerk en staat inluidde. De relletjes waren zowel door voorstanders als tegenstanders van de wet; de prefect van Quimper moest ingrijpen. In 1907 werd hij aartsbisschop van Chambéry, in zijn geboortestreek Savoye; hij bleef aan tot zijn overlijden in 1914. In 1911 creëerde paus Pius X hem tot kardinaal, met als titelkerk in Rome de Santa Susanna. Hij stierf op 1 december 1914 en werd bijgezet in de kathedraal van Chambéry.

Wapen